# Джулія Стоверс
Джулія Стоверс (англ. Julia Stowers, 18 березня 1982) — американська плавчиня.
Олімпійська чемпіонка 2000 року.
Призерка Панамериканських ігор 1999 року.